# 聖馬科斯 (加利福尼亞州)
聖馬科斯，是美國加州聖地牙哥郡圣迭戈的一個郊區城市。截至2010年的人口普查，全市約有人口83,781。聖馬科斯東連埃斯孔迪多，西接卡爾斯巴德。

## 位置
聖馬科斯位於33°8′31″N 117°10′13″W / 33.14194°N 117.17028°W。根據美國人口調查局，該市面積為24.4平方英里（63平方）；當中水域面積僅為0.02平方英里（0.052平方），佔總面積的0.08%。